# Śniatowo (stacja kolejowa)
Śniatowo – zlikwidowana stacja gryfickiej kolei wąskotorowej w Śniatowie, w województwie zachodniopomorskim, w Polsce. Stacja była końcową dla linii kolejowej wąskotorowej (rozstaw szyn wynosił 1000 mm) z Golczewa Wąskotorowego.